# John Pope
John Pope (Louisville, Kentucky, 16 de março de 1822 – Sandusky, Ohio, 23 de setembro de 1892) foi um militar dos Estados Unidos da América e general na Guerra Civil Americana. Ele conseguiu bom desempenho no Teatro Ocidental, mas ficou melhor conhecido pela derrota na Segunda Batalha de Bull Run no Teatro Oriental da Guerra Civil Americana. Após a Guerra, ele continuou sua carreira bem-sucedida nas lutas contra os Índios.

## Primeiros anos
Pope nasceu em Louisville, Kentucky, filho de Nathaniel Pope, um proeminente juiz federal no recém-organizado Território de Illinois e amigo do advogado Abraham Lincoln. Graduou-se pela Academia Militar em 1842 e formou-se Segundo-Tenente dos Engenheiros Topógrafos. Ele serviu na Flórida e depois na fronteira americana com o Canadá. Ele lutou sob o comando de Zachary Taylor nas Batalha de Monterrei e Batalha de Buena Vista durante a Guerra contra o México, sendo promovido para Primeiro-Tenente e Capitão. Após a guerra Pope foi trabalhar em Minesota. Em 1850 ele demonstrou a navegabilidade do Rio Vermelho (afluente do Rio Mississippi). Serviu como engenheiro-chefe no Departamento do Novo México de 1851 a 1853 e passou os anos anteriores à Guerra Civil trabalhando para a Ferrovia do Pacífico.

## Guerra Civil

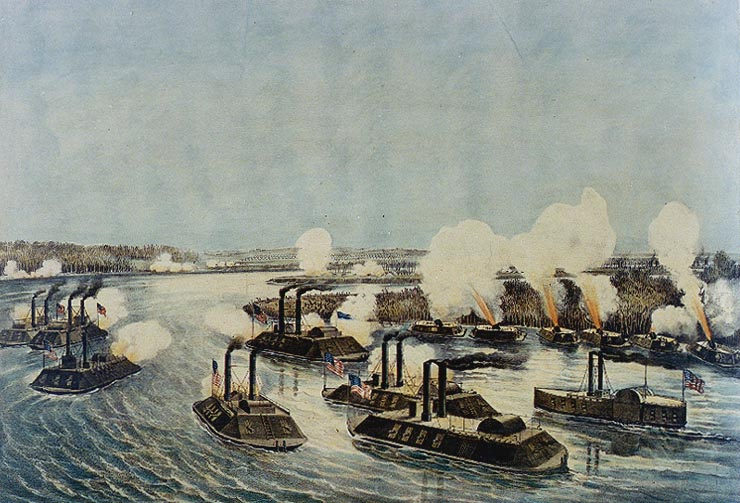
A batalha da Ilha Número 10 no Mississippi

Pope estava servindo em um farol quando Abraham Lincoln foi eleito e acabou sendo um dos quatro oficiais que acompanharam o presidente até Washington, D.C.. Em 14 de junho de 1861, foi nomeado Brigadeiro-General dos voluntários e recebeu ordens de recrutar soldados em Illinois.
No Departamento do Oeste do Major-General John C. Frémont, Pope assumiu o comando do Distrito do Centro-Norte do Missouri em julho, com controle operacional sobre uma parte do Rio Mississippi. Ele tinha dificuldades na relação com o Frémont e fazia injunções políticas para removê-lo do comando. Pope conseguiu uma vitória sobre os Confederados de Sterling Price, fazendo 1.200 prisioneiros em Blackwater, Missouri, em 18 de dezembro. Pope, visto como um fanfarrão no inicio da Guerra, conseguiu atenção da imprensa por essa ação vitoriosa e levou o Major-General Henry W. Halleck a nomeá-lo para substituir Frémont.
Halleck indicou Pope para o comando do Exército de Mississippi em 23 de fevereiro de  1862. Com 25 000 homens, ele recebeu ordens para limpar o Rio Mississipi dos obstáculos dos Confederados. Ele surpreendeu os inimigos na Batalha de New Madrid, Missouri, em 14 de março. Orquestrou uma campanha para capturar a Ilha Número 10, uma fortificação guarnecida por 12 000 homens e 58 canhões. Os engenheiros de Pope escavaram um canal que atravessava a ilha, e, assistido por navios de guerra do Capitão Andrew H. Foote, desembarcou seus homens de maneira a isolar os defensores. Os inimigos se renderam em 7 de abril de 1862, liberando a navegação da União pelo Mississippi até Memphis,Tennessee.
Graças a essa batalha, Pope foi promovido para major-general em 21 de março de 1862. Ele estava no comando da "asa esquerda" do exército de Halleck quando foi chamado para o Leste por Lincoln. Insatisfeito com as ações do Major-General George B. McClellan na Campanha da Península, Pope foi nomeado seu substituto no comando do Exército da Virgínia, reunindo as forças do Vale do Shenandoah e Nordeste da Virgínia. A promoção enfureceu Frémont, que pediu demissão do seu cargo.
Pope mostrou uma arrogância que ofendia os soldados do leste sob seu comando. Ao receber os  homens das unidades de McClellan (Exército de Potomac) que aumentaram seu efetivo para 70 000 homens, Pope excedeu-se na estratégia agressiva. Robert Lee, o general Confederado, dividiu seu exército menor (55 000 homens) e enviou o Major-General Thomas J. "Stonewall" Jackson com 24 000 homens para a Batalha de Cedar Mountain, onde o subordinado de Pope, Nathaniel Banks, foi derrotado. Como Lee avançava para Pope com o resto do seu exercito, Jackson contornou ao norte e capturou o principal depósito de munição dos legalistas em Manassas, Virgínia. Confuso e incapaz de localizar a força principal inimiga, Pope caminhou para a armadilha da Segunda Batalha de Bull Run. Seus homens resistiram a um ataque combinado de Jackson e Lee em 29 de agosto de 1862, mas no dia seguinte o Major-General James Longstreet lançou uma ataque surpresa no flanco e causou a derrota e a retirada posterior do Exército da União. Pope aumentou sua impopularidade junto aos homens ao culpar pela derrota o Major-General Fitz John Porter, que foi à corte-marcial e acabou condenado.
Pope foi retirado do comando em 12 de setembro de 1862 e seu exército foi fundido ao do Potomac sob as ordens de McClellan. Ele passou os anos restantes da Guerra no Departamento do Noroeste de Minnesota, ocupado com a Guerra Dakota de 1862. Seus meses no Oeste lhe renderam um posto na Divisão Militar do Missouri (depois chamado de Departamento do Missouri) em 30 de janeiro de 1865, e recebeu uma promoção para major-general do Exército da União em 13 de março de 1865.

## Após a Guerra
Em abril de 1867, Pope foi nomeado governador da Reconstrução (Terceiro Distrito Militar) e seu quartel-general ficou em Atlanta, Geórgia, deu ordens que beneficiavam afro-americanos, manteve o Major James E. Williams em seu gabinete, adiou eleições e baniu jornais adversários que eram contrários a Reconstrução. O Presidente Andrew Johnson o removeu do comando em 28 de dezembro de 1867, substituindo-o por George G. Meade.
Pope retornou ao Oeste e serviu com distinção nas Guerras Apache. Ele fez inimigos políticos em Washington ao recomendar a administração das reservas pelos militares e não pelos corruptos Agentes Índios. Ele gerou controvérsia ao pedir tratamento mais humano para os nativos.
A reputação de Pope sofreu um sério abalo em 1879 quando uma Comissão de Inquérito chefiada pelo Major-General John Schofield concluiu que Fitz John Porter não foi o único responsável e que Pope é quem teve a maior responsabilidade da derrota na Segunda Batalha de Bull Run. O relatório descreveu Pope como desinformado sobre os eventos da batalha e creditou a desobediência de Porter o fato do exército legalista não ter sido inteiramente destruído.
John Pope foi promovido para Major-General em 1882 e se aposentou em 1886. Ele morreu em Sandusky, Ohio. Foi enterrado no Cemitério Bellefontaine em St. Louis, Missouri.

## Leituras
- Ellis, Richard M., General Pope and U.S. Indian Policy. Albuquerque, New Mexico: University of New Mexico Press, 1970. ISBN 0-8263-0191-6.
- Pope, John (posthumous). The Military Memoirs of General John Pope, University of North Carolina Press, 1998. ISBN 0-8078-2444-5.
- Ropes, John Codman, The Army in the Civil War, Vol. IV: The Army under Pope, Charles Scribner's Sons, 1881.
- Strother, David Hunter and Cecil D. Elby, ed. A Virginia Yankee in the Civil War. University of North Carolina Press, 1961, ISBN 0-8078-4757-7.